# Bulbophyllum minutilabrum
Bulbophyllum minutilabrum là một loài phong lan thuộc chi Bulbophyllum.